# Olsen Peak (bergstopp i Antarktis, lat -79,67, long 155,52)
Olsen Peak är en bergstopp i Antarktis. Den ligger i Östantarktis. Australien gör anspråk på området. Toppen på Olsen Peak är 1 807 meter över havet.
Terrängen runt Olsen Peak är huvudsakligen lite kuperad. Trakten är obefolkad. Det finns inga samhällen i närheten.